# Fusil de francotirador

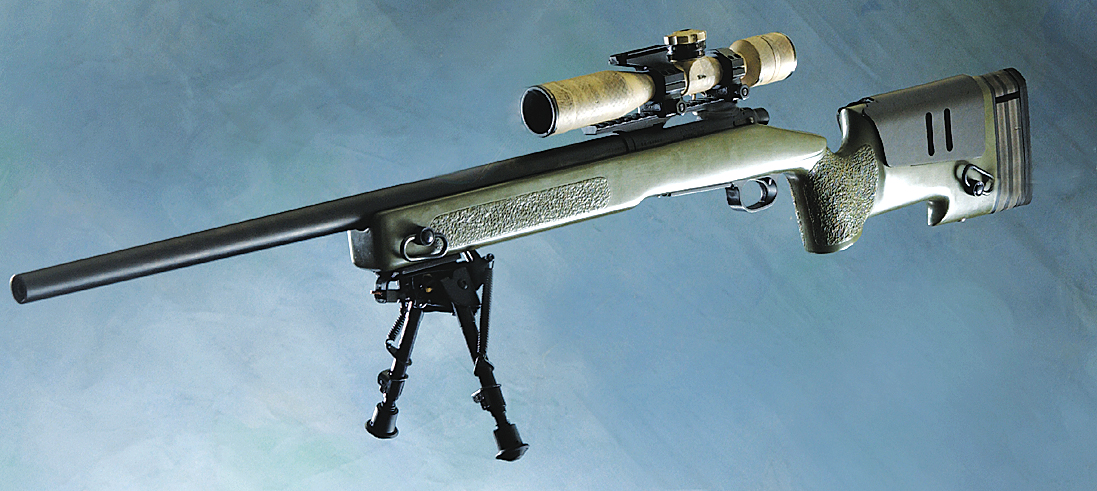
El M40, del Cuerpo de Marines de los Estados Unidos es un fusil de francotirador estándar.

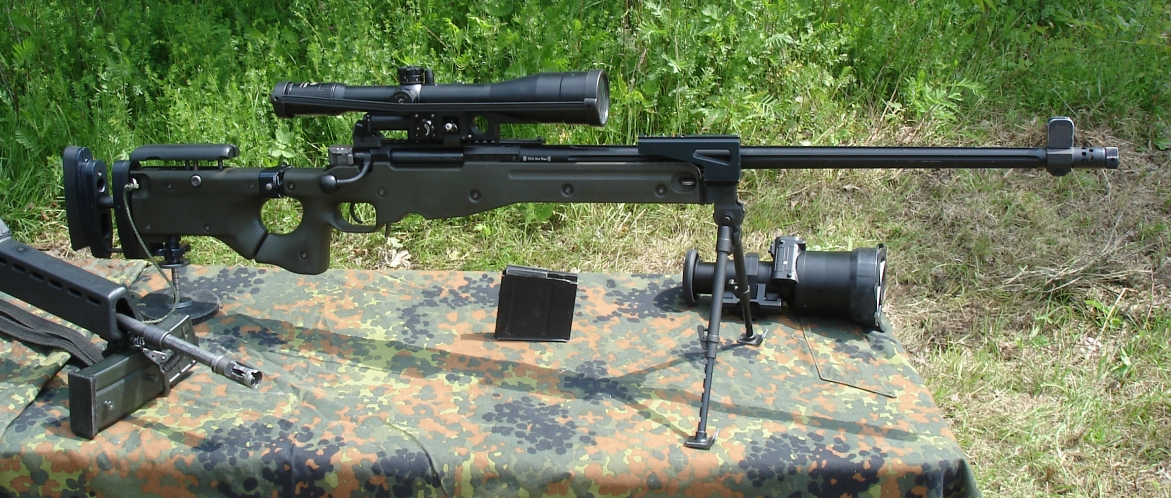
Imagen de un fusil de francotirador Accuracy International Arctic Warfare.

El fusil de francotirador es un tipo de arma de fuego de precisión, que permite el disparo a objetivos a muy larga distancia. Su utilización es habitual tanto en ejércitos como en cuerpos policiales de todo el mundo.
Un fusil de francotirador típico busca la mayor precisión posible en el disparo, para lo cual va equipado con una mira telescópica y utiliza munición específica para el arma que permita alcanzar largas distancias sin perder precisión de tiro. El término se suele utilizar para hacer referencia a cualquier arma de fuego de precisión con una mira telescópica que pueda ser utilizada contra objetivos humanos. 
El papel militar del francotirador se remonta al siglo XVIII, si bien el tipo de fusil específico de francotirador es un desarrollo mucho más reciente. Los avances tecnológicos, y en especial el de la mira telescópica, así como la mayor precisión en la fabricación de las armas modernas, permitieron a los ejércitos crear equipamientos específicos para soldados entrenados como francotiradores. Los nuevos fusiles les permitirían alcanzar con precisión objetivos a distancias mucho mayores en comparación con los fusiles de infantería normales.

## Historia
En la Guerra de Secesión, se sabe que las tropas Confederadas montaban miras telescópicas en el fusil británico Whitworth (uno de los más modernos de la época) y que llegaron a matar a oficiales de la Unión a distancias insospechadas hasta la fecha, de más de 800 yardas (731.52 metros).
Por otra parte, los primeros fusiles de francotirador eran poco más que fusiles militares estándar equipados con miras telescópicas, diseñadas para su uso en disparos distantes. Sólo al comienzo de la Primera Guerra Mundial comenzaron a aparecer fusiles especialmente adaptados para este uso, siendo uno de los primeros el SMLE Mk III* (HT).
Durante la época de la Segunda Guerra Mundial los fusiles de francotirador eran normalmente fusiles estándar modificados para una mayor precisión, equipados con una mira telescópica de 4x y un apoyo para colocar el fusil sobre el pecho. La manija del cerrojo estaba doblada hacia abajo, para que no interfiera con el montaje de la mira telescópica.
A finales de la guerra, las tropas de ambos bandos contaban con soldados especialmente entrenados y equipados con fusiles de francotirador. Este tipo de soldados ha jugado un papel cada vez más importante en las operaciones militares desde entonces.

## Características

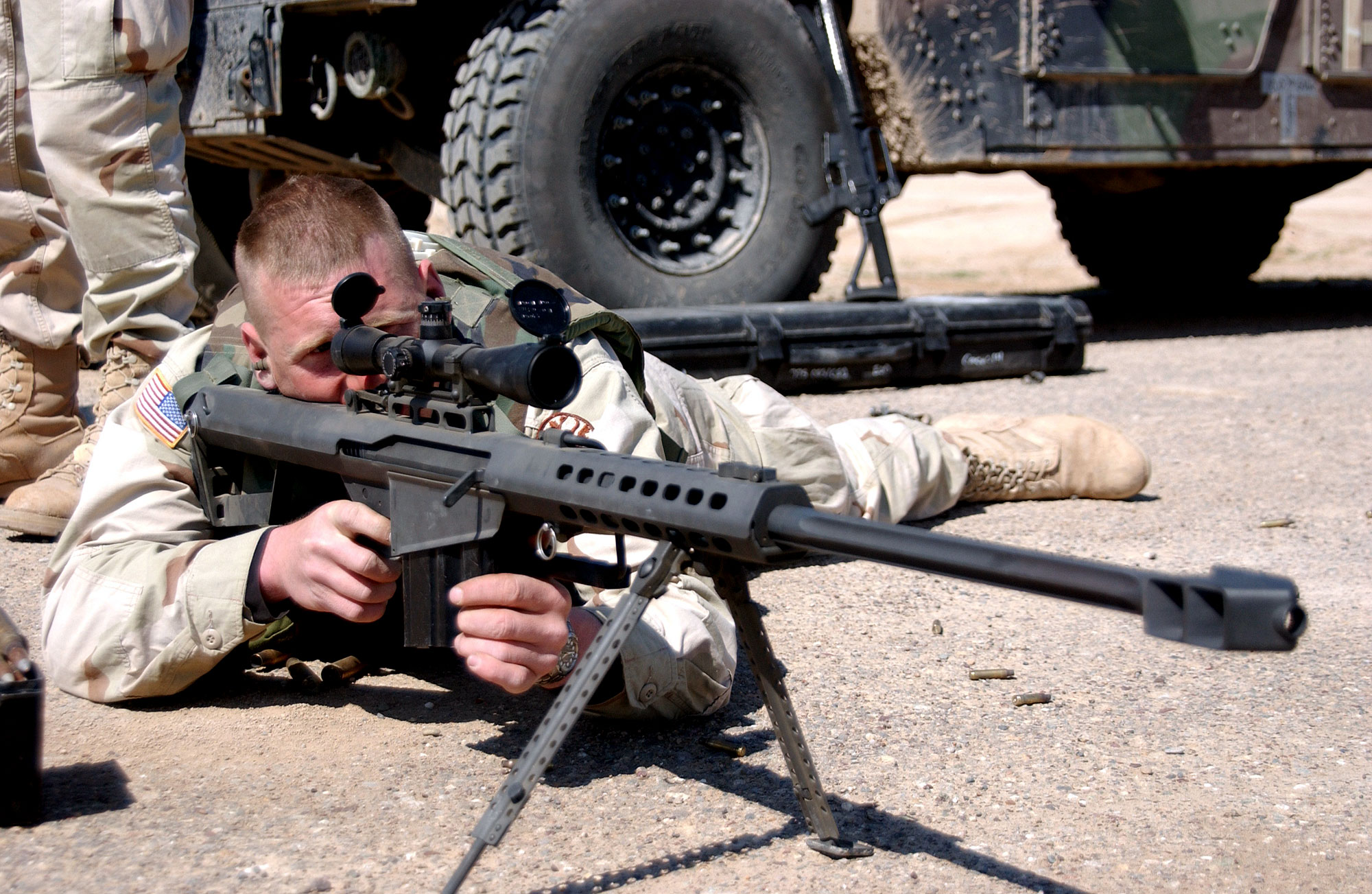
Francotirador con un fusil Barrett M82.

En comparación con otras armas, se distingue por su elevado nivel de precisión gracias a su mecanismo interno diseñado para este fin.
Se trata de un producto capaz de realizar un disparo certero a un objetivo situado, incluso, por encima de 2000 metros de distancia, dependiendo de diversos factores, para lo cual se elabora con piezas de alta calidad. Se busca además que sea un arma equilibrada, con un peso medio alrededor de entre 5 y 6 kg dependiendo del modelo, marca, etc.
En los últimos tiempos se ha convertido en un arma fundamental para los francotiradores, tanto en el campo de batalla como para el desarrollo de labores policiales. 
Por lo general y para comodidad del usuario, debe poder adaptarse al cuerpo del tirador, algo que se consigue gracias a una culata y a un bípode ajustables. Para lograr que el tirador visualice su objetivo a tan elevada distancia es necesario incorporar una mira telescópica además de algunos accesorios más; sin embargo, por motivos tradicionalistas, se acostumbra a prescindir de todo aquello que no aumente la precisión del fusil, por considerarlo una molestia o un estorbo.
Existen dos tipos de fusiles de francotirador: semiautomáticos y de cerrojo (acción manual).
Fusiles semiautomáticos
Los fusiles semiautomáticos se emplean para tareas que requieren de una cadencia de fuego mayor que los fusiles de cerrojo, pero a distancias que no superen los 800 a 900 metros. Son usualmente empleados por los tiradores designados, los cuales suelen seguir al pelotón incrementando el rango de tiro efectivo. Fusiles de este tipo son el HK PSG-1, el M14 DMR, el M21 SWS, el SR-25, el H&K MSG-90, el Walther WA 2000, entre otros.

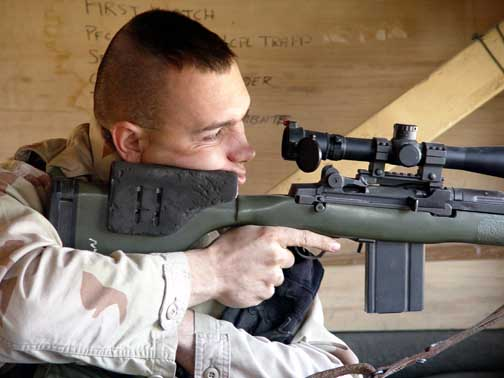
Tirador designado de los EE. UU. con el fusil semiautomático m14 DMR

Fusiles de recarga manual (de cerrojo)
Los fusiles de recarga manual se emplean en espacios abiertos y con una buena visibilidad, pues son los más precisos en este ámbito, ya que por sus características, como el empleo del antiguo mecanismo de cerrojo, permiten una mejor precisión en disparos a larga distancia, superando los 800 metros y llegando a poder acertar en un blanco a 2.000 metros. Su baja cadencia de fuego no permite que sean usados en espacios cerrados o en aquellos en los que la visibilidad es mala o casi nula. Ejemplos de este tipo de fusiles son el Remington 700, el AMP TS DSR-1, el Steyr SSG, el AI Arctic Warfare/L96a1, etc.
Una técnica empleada por las fuerzas armadas o de seguridad es agrupar en una pareja uno de estos fusiles con uno de asalto para conseguir una mayor cadencia de tiro y seguridad a la hora de efectuar sus misiones.

## Clasificación
Los fusiles de francotirador modernos se pueden, generalmente, dividir en dos clases principales: militares y policiales.

### Fusiles militares

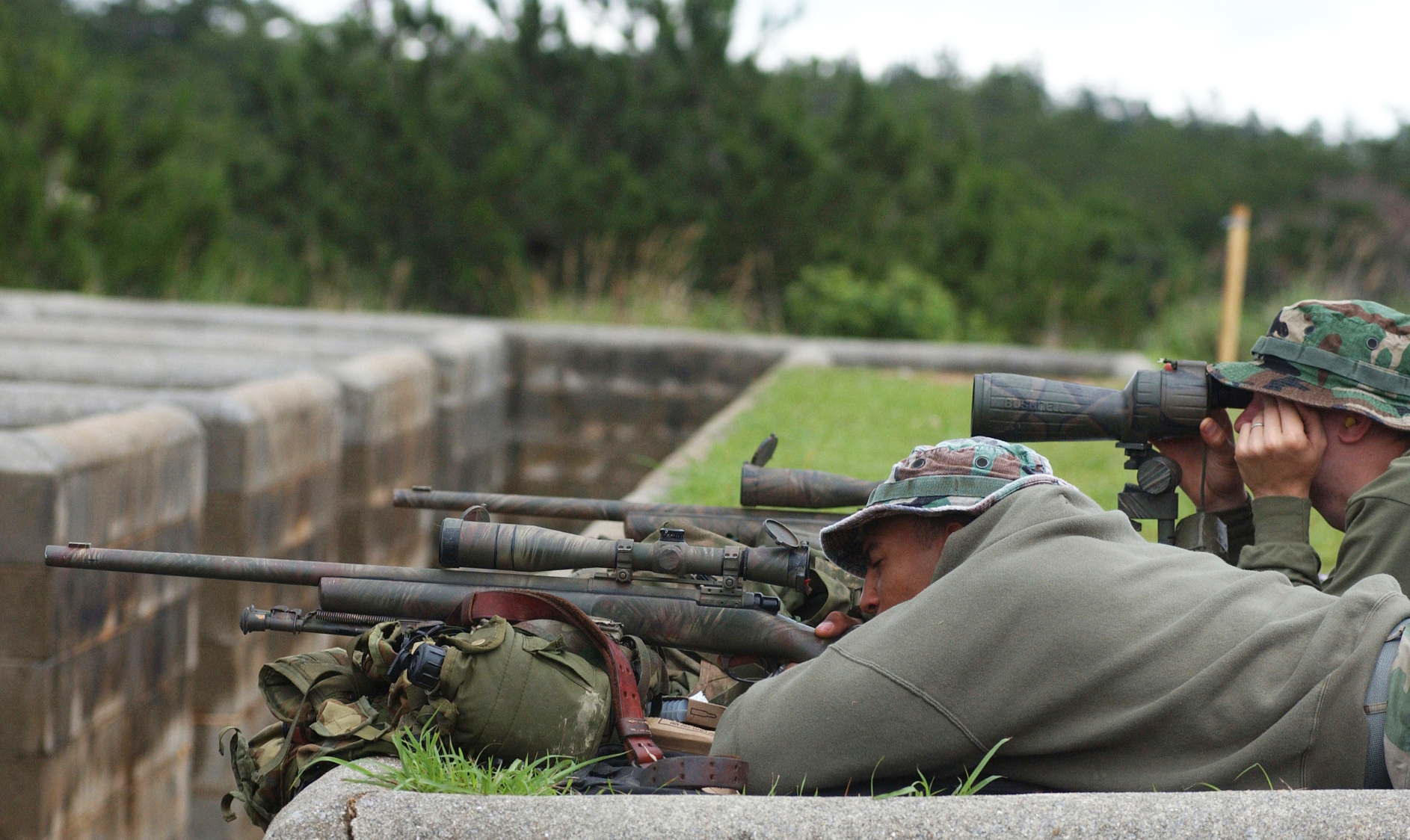
Equipo de francotiradores del Cuerpo de Marines de los Estados Unidos con un fusil M24 durante un entrenamiento de tiro.

Los fusiles militares suelen sacrificar un pequeño grado de precisión en aras de la durabilidad, la fiabilidad y la facilidad de manejo en condiciones de guerra. Además, los francotiradores a menudo deben cargar con sus fusiles en la batalla, así como otro equipamiento, y durante largas distancias, por lo que es muy importante el peso del arma. Las organizaciones militares suelen también operar a menudo bajo importantes restricciones presupuestarias, lo cual también tiene su efecto en el tipo y calidad de fusiles que pueden adquirir.
Los fusiles de francotirador destinados al servicio militar a menudo están diseñados para una durabilidad, alcance, confiabilidad, robustez, facilidad de servicio y reparabilidad muy altos en condiciones ambientales y de combate duras. Esto supone normalmente sacrificar un pequeño grado de precisión. Dado que los francotiradores militares cargan sus rifles y otros equipos a largas distancias es importante minimizar el peso. Las organizaciones militares a menudo operan bajo estrictas restricciones presupuestarias, lo que influye en el tipo y la calidad de los rifles de francotirador que compran.
Entre los fusiles militares está el fusil antimaterial, preparado para usarse principalmente contra equipamiento (vehículos ligeros sin blindaje, aeronaves estáticas, pequeñas embarcaciones y equipamientos terrestres como radares o lanzamisiles). Los fusiles antimaterial son similares en forma y apariencia a los fusiles de francotirador, aunque emplean cartuchos más potentes y cuentan con un alcance mayor.Suelen ser de calibre 12,7×99 mm OTAN ( .50 BMG ), 12,7x108 mm ruso , 14,5×114 mm ruso y 20mm..

### Fusiles policiales
Los escenarios en los que se utiliza el fusil de francotirador en el ámbito policial tienen unos requerimientos distintos que en usos militares. Los francotiradores especiales de la policía normalmente requieren disparar a un lugar concreto del cuerpo del agresor, normalmente en la cabeza. Por esta razón, los fusiles que utilizan normalmente requieren una mayor precisión que los militares, pero en distancias más cortas, normalmente menores que los 100 metros.
Algunos de los primeros ejemplos de fusiles de francotirador diseñados específicamente para los requerimientos policiales fueron los que fabricaron para la policía de Alemania Occidental tras la Masacre de Múnich de los Juegos Olímpicos de 1972. Uno de los fusiles diseñados bajo estos criterios es el HK PSG-1, y a menudo se hace referencia a él como el ejemplo ideal de este tipo de fusil. El FN Special Police Rifle es otro ejemplo de fusil diseñado para usos principalmente policiales.
Comparado con los fusiles militares, los policiales son más pesados y tienen una longitud más corta para favorecer la maniobrabilidad en áreas urbanas. Son más precisos y más caros, dado que los presupuestos policiales a menudo permiten mayores gastos en fusiles de francotirador.